# Чучуля
Чучуля (рум. Ciuciulea) — село в Глодянском районе Молдавии. Относится к сёлам не образующим коммуну.

## География
Село расположено примерно в 12 км к югу от города Глодяны на высоте 141 метров над уровнем моря. Ближайшие населённые пункты — сёла Октябрьское и Виишоара.

## Население
По данным переписи населения 2004 года, в селе Чучуля проживает 3707 человек (1776 мужчин, 1931 женщина).
Этнический состав села:
| Национальность | Число жителей | Процентный состав |
| -------------- | ------------- | ----------------- |
| молдаване      | 3650          | 98.46             |
| румыны         | 19            | 0.51              |
| украинцы       | 18            | 0.49              |
| русские        | 18            | 0.49              |
| прочие         | 2             | 0.05              |
| Всего          | 3707          | 100 %             |

## Достопримечательности
- В селе Чучуля находится усадьба Леондари-Бузня.